# یواس‌اس نایاد (۱۸۶۳)

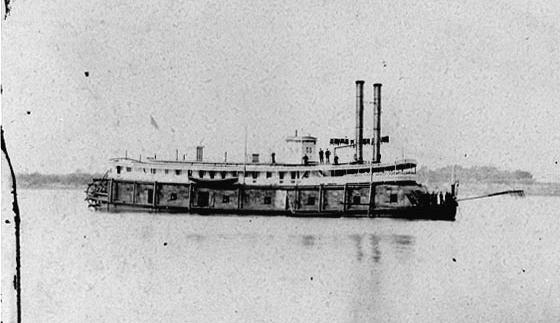
نمایی از کشتی یواس‌اس نایاد (۱۸۶۳)

یواس‌اس نایاد (۱۸۶۳) (به انگلیسی: USS Naiad (1863)) یک کشتی بود که طول آن ۱۵۶ فوت ۱۰ اینچ (۴۷٫۸۰ متر) بود. این کشتی در سال ۱۸۶۳ ساخته شد.